# NGC 5580
NGC 5580 (другие обозначения — NGC 5590, UGC 9200, MCG 6-32-6, ZWG 192.6, PGC 51312) — линзообразная галактика (S0) в созвездии Волопас.
Этот объект занесён в новый общий каталог несколько раз, с обозначениями NGC 5580, NGC 5590.
Этот объект входит в число перечисленных в оригинальной редакции «Нового общего каталога».